# Perossido di idrogeno
Il perossido di idrogeno, noto anche come acqua ossigenata, è il più semplice dei perossidi. La sua formula chimica è H2O2. Fu sintetizzato per la prima volta nel 1818 da Louis Jacques Thénard. La sua molecola, i cui due legami {\displaystyle {\ce {O-H}}} formano tra loro un angolo diedro di 111°, non è planare.

## Proprietà chimiche
A temperatura ambiente è un liquido incolore, acquoso, corrosivo, che emana un caratteristico odore pungente. Per questo non è mai utilizzato puro, ma sempre in soluzione acquosa.
Si decompone convertendosi in acqua e ossigeno attraverso la seguente reazione esotermica:
{\displaystyle {\ce {2H2O2 -> 2H2O + O2}}}
L'aumento della temperatura provocato dall'emissione di calore rende la sostanza ancora meno stabile, provocando una reazione di dissociazione a catena. Inoltre la decomposizione è catalizzata dalla presenza di ioni metallici, specialmente di ferro.
Lo stato d'ossidazione dell'ossigeno in acqua ossigenata è -1. Essendo uno stato intermedio tra gli stati 0 e -2, il perossido di idrogeno può funzionare sia da ossidante sia da riducente.
- Come ossidante: {\displaystyle {\ce {H2O2 \ + \ 2H+ \ + \ 2e- -> 2H2O}}}
- Come riducente: {\displaystyle {\ce {H2O2 -> O2 \ + \ 2H+ \ + \ 2e-}}}

La prima reazione è favorita in ambiente acido, mentre la seconda è favorita in ambiente basico.
L'acqua ossigenata può funzionare da ossidante o riducente estremamente ecologico; infatti, quando si comporta da riducente, si ossida a dare ossigeno, mentre, quando si comporta da ossidante, dà acqua, due composti dotati di potere inquinante nullo. Queste proprietà hanno fatto sì che alcuni processi chimici industriali (processi della green chemistry) utilizzino l'acqua ossigenata come reagente in modo da minimizzare il proprio impatto ambientale. Un esempio è l'impiego di acqua ossigenata e acido peracetico al posto del cloro come sbiancante per la polpa di legno nella produzione della carta.
Inoltre, l'acqua ossigenata è usata come precursore di iniziatori radicalici utilizzabili in reazioni di polimerizzazione radicalica. Ad esempio, l'azione dell'acqua ossigenata su sali acquosi di Fe2+ produce radicali HO• secondo la reazione:
{\displaystyle {\ce {Fe^2+ + H2O2 -> Fe^3+ + HO- + HO*}}}
Il perossido di idrogeno è un acido un po' più forte dell'acqua; in soluzioni acquose esso presenta un pKa di 11,75, corrispondente alla reazione:
{\displaystyle {\ce {H2O2 + H2O <=> H3O+ + HO2-}}}
La particolare struttura chimica fa sì che l'acqua ossigenata venga utilizzata per la sintesi di acidi organici percarbossilici mediante trattamento delle anidridi corrispondenti o degli acidi stessi. È anche un componente delle reazioni oscillanti di Briggs-Rauscher e Bray-Liebhafsky.

## Produzione

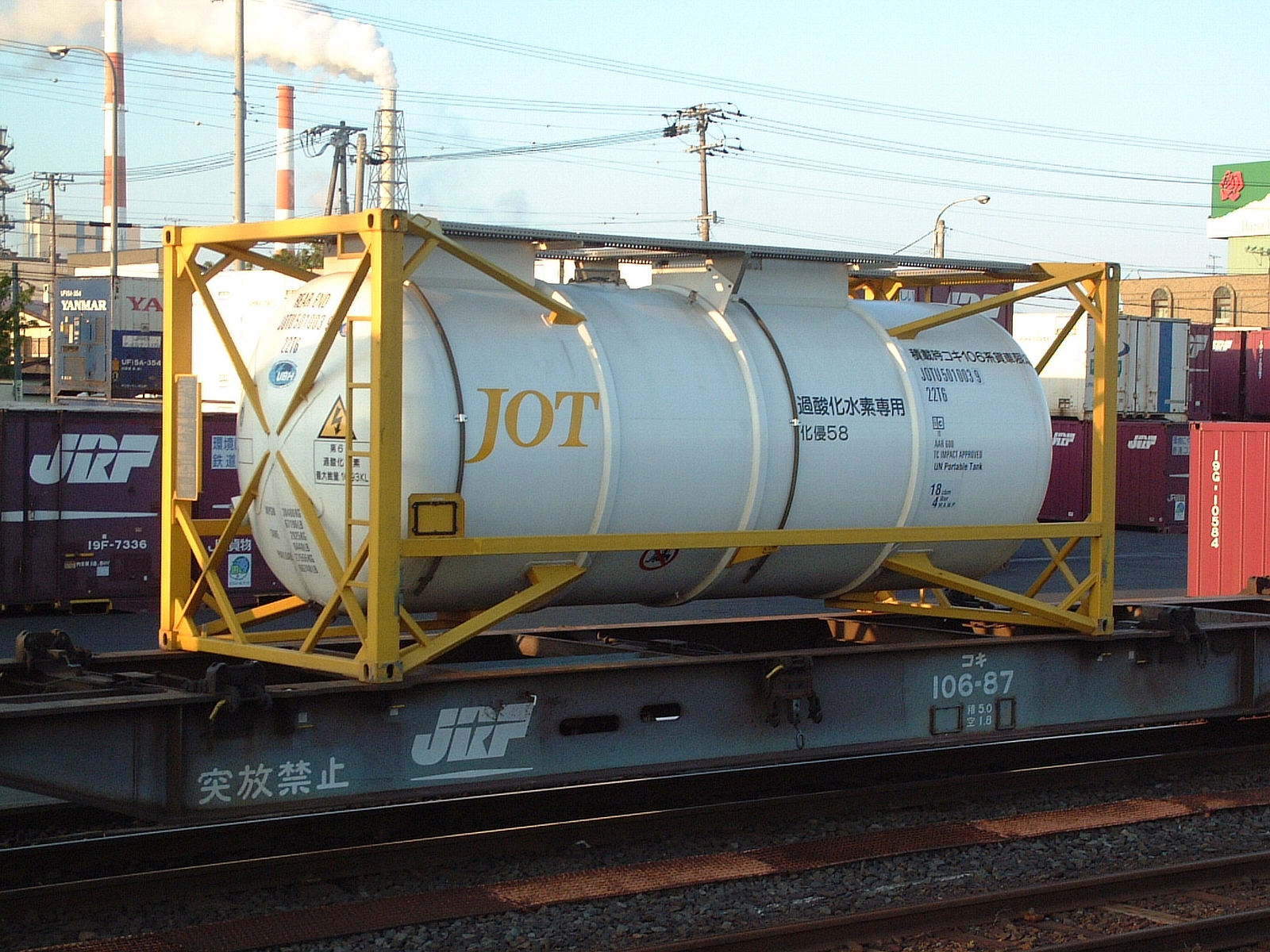
Serbatoio per il trasporto dell'acqua ossigenata

L'acqua ossigenata è preparata in laboratorio facendo reagire perossido di bario e acido solforico:
{\displaystyle {\ce {BaO2 + H2SO4 -> BaSO4 + H2O2}}}
Industrialmente è prodotto con svariati processi. Uno dei più diffusi è quello che utilizza l'elettrolisi dell'acido solforico o del bisolfato di ammonio (NH4HSO4), seguito dall'idrolisi dello ione perossidisolfato (S2O82-) che si viene a formare. Un altro processo passa invece per l'auto-ossidazione dell'idrochinone (p-C6H4(OH)2) o uno dei suoi derivati. È in fase di sviluppo un metodo alternativo ecologico basato sulla riduzione elettrochimica di ossigeno e ossidazione dell'acqua.

## Concentrazione in volumi

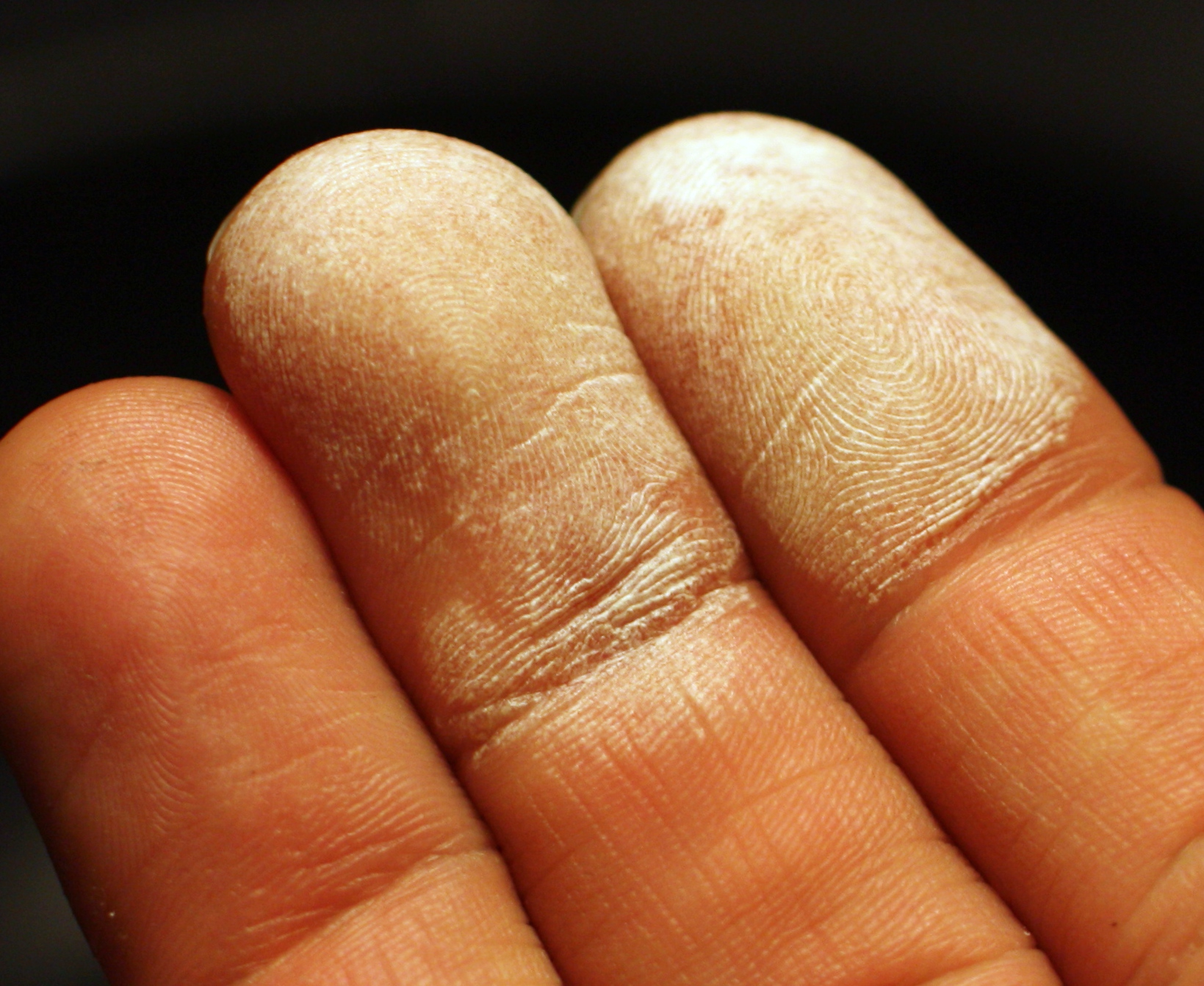
Effetti sulla pelle di una soluzione di perossido di idrogeno concentrata al 35%

L'acqua ossigenata si trova in commercio sotto forma di soluzione acquosa. Per indicare la concentrazione di acqua ossigenata si indicano i cosiddetti "volumi", che indicano il numero di litri di ossigeno che possono essere sviluppati in condizioni normali da un litro di soluzione acquosa di H2O2. Ad esempio, un litro di soluzione di H2O2 a 5 volumi può sviluppare 5 litri di ossigeno, e corrisponde a una concentrazione dell'1,46% in peso.
L'utilizzo dell'indicazione dei "volumi" di una certa diluizione di perossido di idrogeno differisce dall'indicazione delle concentrazioni in percentuale e l'utilizzo di questi due metodi di misurazione è talvolta causa di errore. Per ovviare a questo esistono formule di conversione che permettono di passare da concentrazione percentuale a volumi, e viceversa.
In genere i fornitori per laboratori di analisi chimiche indicano la concentrazione percentuale dell'acqua ossigenata, mentre i produttori di articoli destinati all'uso domestico indicano i "volumi". Qui di seguito è riportato un elenco con le due misure di concentrazione a confronto:
Fra la concentrazione espressa in volumi e quella espressa in percentuale massa su massa, sussiste la seguente relazione:
Volumi = 3,294758315 × (Densità sz.)×(% m/m)
- Perossido di idrogeno 3% corrisponde a 10 volumi.
- Perossido di idrogeno 3,6% corrisponde a 12 volumi.
- Perossido di idrogeno 10% corrisponde a 34 volumi.
- Perossido di idrogeno 30% corrisponde a 111 volumi.
- Perossido di idrogeno 40% corrisponde a 154 volumi.

Concentrazioni elevate sono molto tossiche, anche letali, soprattutto se il prodotto è ingerito.

## Applicazioni

### Come antisettico
È utilizzato come antisettico per escoriazioni, ferite e ulcere. Nell'utilizzo bisogna evitare che venga a contatto con la pelle sana e con gli occhi. Da evitare preparati che contengano permanganato di potassio o ioduro per incompatibilità. Si utilizza in misura che varia dal 3% al 6% (20 volumi) e dosi maggiori vengono diluite.
Le bollicine che si formano al momento del contatto nascono per via dell'enzima catalasi che scinde la composizione del preparato liberando l'ossigeno, ciò comporta che la parte del tessuto necrotizzato si distacchi. Può portare a irritazione e dolore.
L'azione disinfettante è dovuta a un duplice meccanismo: da una parte l'acqua ossigenata agisce come ossidante, denaturando le proteine; dall'altra la formazione delle bollicine di ossigeno pulisce meccanicamente la ferita, eliminando eventuali batteri ivi depositati.

### Come decolorante
In soluzione acquosa fino al 12% (40 volumi) è usato come decolorante per schiarire i capelli o i peli corporei, come sviluppatore nelle tinture a ossidazione, come smacchiatore del colore per capelli e come neutralizzante nelle permanenti (Regolamento 1223/2009 e s.m.i.; allegato III, n. 12). Inoltre, è usato al 35% in odontoiatria come sbiancante (uso strettamente medico).

### Come propellente
In concentrazioni dall'85% al 98% trova impiego anche come propellente per razzi e siluri, sia come comburente per bruciare un opportuno combustibile, sia singolarmente. Quando viene usato da solo, è pompato in una camera di reazione rivestita internamente di argento che ne catalizza la decomposizione; la miscela di ossigeno e vapore acqueo ad alta pressione che si ottiene fornisce la spinta al razzo.

### In fotografia
In fotografia si usa per aumentare il contrasto nelle cianotipie. Dopo l'esposizione ai raggi UV e lo sviluppo con acqua, si immerge la cianotipia per pochi secondi nell'acqua ossigenata in concentrazione intorno al 30% per dare una tonalità più ricca al colore blu. È necessario un successivo lavaggio di almeno dieci minuti. Immersioni più lunghe possono causare la scomparsa dell'immagine.

### Pulizia e rinnovo delle plastiche ingiallite dal tempo e dalla luce solare

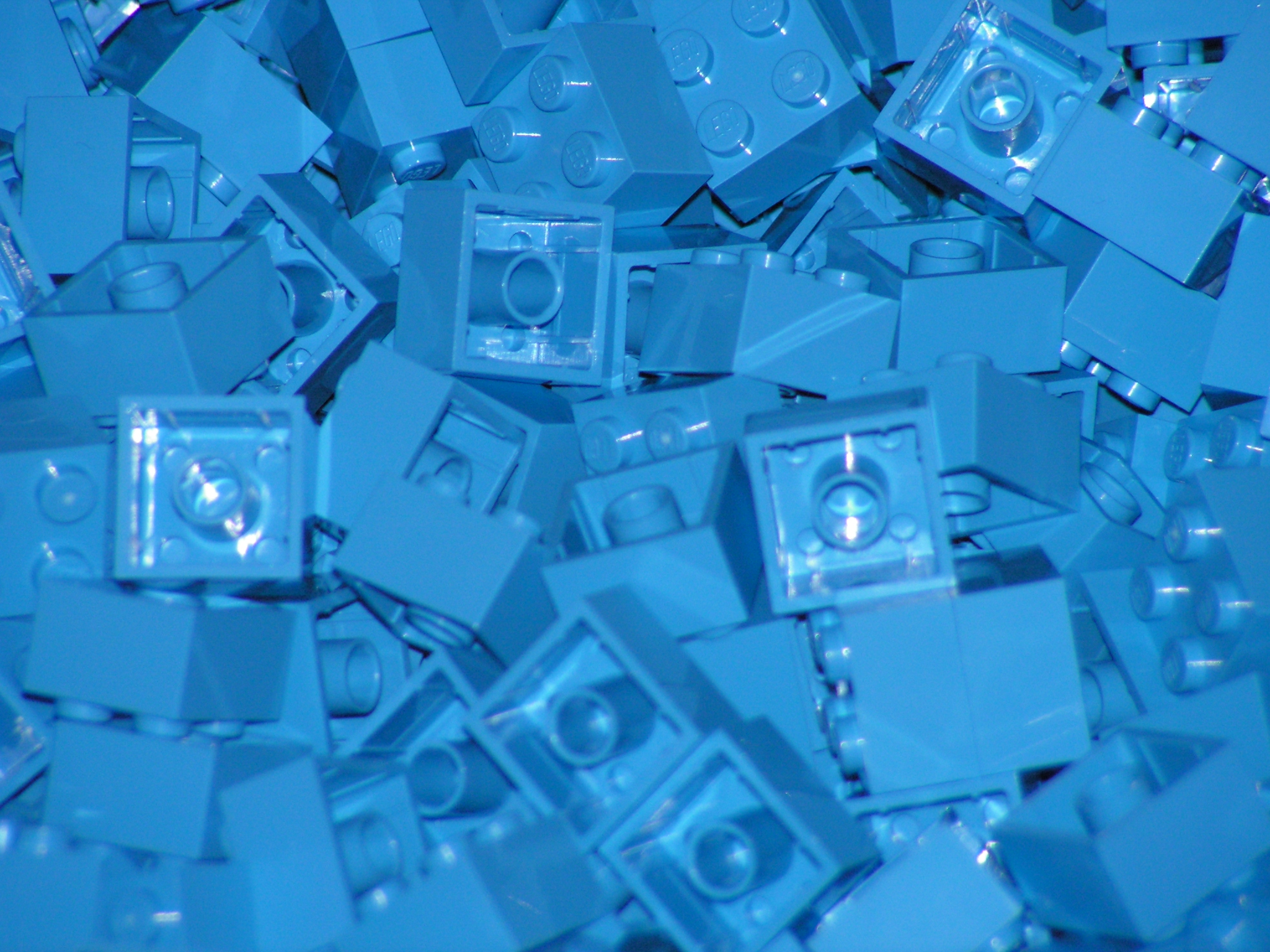
Alcuni mattoncini Lego di colore celeste

È usato comunemente per la pulizia e il rinnovo dei colori delle parti in plastica, soprattutto acrilonitrile butadiene stirene, o ABS (ad esempio, i mattoncini LEGO), la cui superficie è andata incontro a ingiallimento; esistono vari metodi, anche in base al colore della plastica, che consistono nell’immersione in perossido di idrogeno, solitamente a 30 volumi, eventualmente attivato tramite luce UV, soprattutto per plastiche bianche, con tempi variabili in base alla potenza della fonte luminosa.